# Jenette Kahn
Jenette Kahn (Greeneville, 16 de mayo de 1947) es una editora de historietas y ejecutiva estadounidense. Se unió a DC Comics en 1976 como editora y cinco años después fue promovida a presidente de la editorial. En 1989 asumió el cargo de editor en jefe de la editorial mientras retenía su cargo de presidente. Tras 26 años en la empresa, ella dejó el cargo en 2002.

## Biografía

### Educación e inicio de carrera
Jenette Kahn creció en Pennsylvania. Hija de Rosalind y Benjamin Kahn. Su padre era rabino. y su hermano, Si Kahn, es cantautor y activista. De joven Jenette era una ávida lectora de historietas, práctica en la que sus padres la apoyaban, con especial favoritismo por personajes como Batman, Superman, La pequeña Lulú, Tío Rico y Archie.
Luego de graduarse de la Universidad Radcliffe con una licenciatura de historia del arte se involucró en la creación de tres revistas para jóvenes. La primera publicación, Kids, era enteramente escrita por chicos que se dirigían a otros chicos. En sus artículos se tocaban temas como el abuso de drogas, la diversidad, la protección de los animales y el medio ambiente. La segunda revista de Kahn fue Dynamite, para Scholastic Inc.. Finalmente Kahn publicó Smash para Xerox Education Publications.

### DC Comics
Kahn tenía 28 años cuando el 2 de febrero de 1976 se convirtió en editora de DC Comics, una división de Warner Bros. y hogar de más de cinco mil personajes, incluyendo a Superman, Batman y Wonder Woman. Sol Harrison era el presidente de la empresa. Kahn declaró en una entravista de 2012 que "No puedo decir que Sol y yo hayamos tenido una gran relación laboral. Él, más que nadie, lamentaba que me hubieran contratado porque sentía que el trabajo [de editor] era legítimamente suyo." En febrero de 1981 ella se convirtió en presidente de la editorial tras el retiro de Harrison. Fue la primera mujer y la persona más joven en la empresa en llegar a ser presidente de una división.
Kahn inició la llamada "Explosión DC" de nuevos títulos y formatos que fue seguido en 1978 por una crisis en la editorial llamada "Implosión DC". Desde entonces y durante la década siguiente, junto al editor y vicepresidente ejecutivo Paul Levitz y al jefe de redacción Dick Giordano, Kahn revitalizó la empresa incluyendo la introducción de las publicaciones llamadas "Dollar Comics", así como las serie limitadas, para permitir contratos más flexibles para los creadores. Kahn apoyaba los derechos de los creadores en la industria, donde las regalías y otros derechos de publicación tradicionales no eran la norma. En 1989 ella asumió el cargo de editora en jefe reteniendo el de presidente pero dando un paso al costado al de editora.
En 1993 Kahn supervisó el lanzamiento del subsello editorial Vertigo Vertigo. También se involucró con la creación de Milestone Media, una línea de historietas fundada por autores afroestadounidenses, que DC publicó durante varios años y de la cual surgió la serie de animación Static Shock emitida por la cadena de televisión The WB. A Kahn se le atribuye la supervisión en un exitoso período de reinvención para los personajes clásicos de DC Comics, incluyendo la historia de la muerte y resurrección de Superman. Dick Giordano comentó que, por lo que él sabía, Kahn no imponía restricciones editoriales a los creadores. Bajo el liderazgo de Kahn, DC Comics se hizo conocida por sobrepasar los límites en diversos asuntos, abordando temas como violencia doméstica, orientación sexual, uso de armas de fuego, falta de vivienda, racismo y SIDA en los principales títulos de la editorial. Una excepción a esta postura editorial fue la cancelación de un número de La Cosa del Pantano donde el personaje interactuaba con Jesus, lo que hizo que el escritor y artista Rick Veitch renunciara a la editorial alegando cuestiones de censura.
Mientras estuvo en su cargo en la editorial supervisó la diversificación del personal, que originalmente era abrumadoramente masculino. Cuando abandonó su cargo, casi la mitad de los empleados eran mujeres.  Kahn dejó DC Comics en 2002 luego de 26 en la editorial para iniciar una carrera como productora de cine.

### Double Nickel Entertainment
Kahn es socia en Double Nickel Entertainment, una empresa productora de cine que ella cofundó junto a Adam Richman luego de dejar DC Comics. La primera película de Double Nickel fue The Flock en 2007, protagonizada por Richard Gere y Claire Danes, y dirigida por Andrew Lau. La segunda fue Gran Torino de 2008, protagonizada y dirigida por Clint Eastwood.
Además, Kahn trabaja en Exit Art y Harlem Stage, y es consejera para la Bill T. Jones/Arnie Zane Dance Company. Ella es miembro fundadora de  The Committee of 200, un foro nacional de mujeres clave en los negocios. Su primer libro, In Your Space, una guía para decorar viviendas y lugares de trabajo de manera personalizada, fue publicado por Abbeville Press en 2002.

## Premios
En abril de 2010 Kahn recibió el premio Library of Congress Living Legend de la Biblioteca del Congreso de Estados Unidos en la categoría "Escritores y Artistas" por sus contribuciones al patrimonio cultural de América. En julio del mismo año, en la Convención Internacional de Cómics de San Diego recibió el Inkpot Award 
El presidente Ronald Reagan distinguió a Kahn por su trabajo por su trabajo sobre tomar conciencia acerca de las drogas. También la distinguieron la administración Clinton, la secretaria de estado Madeleine Albright, las Naciones Unidas y el Departamento of Defensa por su trabajo en contra de las for her work on Minas terrestres.
El FBI premió a Kahn por su esfuerzos para el control de armas, así como el entonces gobernador del estado de Virginia Douglas Wilder quien le atribuye haber ayudado a aprobar una legislación más estricta del control de armas en su estado.
También fue distinguida por World Design Foundation por sus logros creativos sobresalientes. Además, Kahn creó la Fundación Wonder Woman en honor al 40.º aniversario de Wonder Woma. En sus tres años de existencia, la fundación otorgó más de 350 000 dólares en subsidios a mujeres mayores de 40 años en categorías que ejemplifican las características inspiradoras de la heroína de DC Comics: mujeres tomando riesgos, mujeres que persiguen la igualdad y la verdad, mujeres que luchan por la paz, mujeres que ayudan a otras mujeres.

## Vida personal
En 1983 o 1984 Kahn se casó con Morton J. Fink, un exejecutivo de Warner Home Video.